# 曇無竭

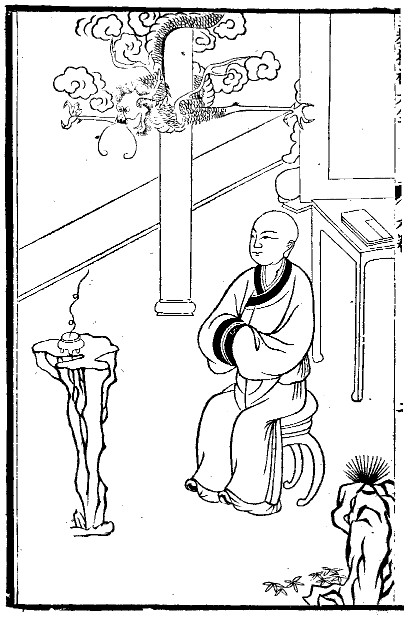
曇無竭

曇無竭（Dharmodgata），漢名法勇，俗姓李，幽州黃龍人。在南朝劉宋時期赴西取經，為古代佛教事業的發展和中西文化交流作出了重要貢獻。

## 弘法生平
曇無竭自為沙彌，便修習苦行，持戒誦經，受到法師和眾僧的器重。聽聞名僧法顯等人西行天竺取經的事蹟，自己也興發西天取經的志向。
在東晉十六國時期(公元317－420年)，鮮卑慕容氏和漢人馮氏陸續建立前燕、後燕、北燕三朝，龍城均為建都的所在。百年期間，龍城可說是東北地區政治、經濟、文化中心，也是高僧雲集、塔寺林立的佛家聖地。受到慕容一朝的提倡，朝陽的佛教事業興盛地發展。到北燕時期，曇無成、釋曇弘、釋慧豫、釋法度等許多大德高僧已相當知名。而在南朝宋永出元年(公元420年)，亦即北燕馮跋太平十二年，曇無竭招集了志同道合的和尚僧猛、曇朗等二十五人，攜帶供養佛、菩薩的幡蓋法器，從燕都龍城出發，向西天前進。
曇無竭等一行人從龍城出發，首先到達鮮卑「慕容吐谷渾」建立的河南國（今青海一帶），再出海西郡，進入流沙，再從高昌郡(新疆吐魯番一帶)，途經龜茲（今新疆庫車一帶）、沙勒國（今新疆庫什一帶），攀登蔥嶺（今新疆帕米爾高原和崑崙山等山脈），越過雪山，歷經艱險，輾轉到達罽賓國（今克什米爾和巴基斯坦東部一帶），同行二十五人，十二人遇難。在罽賓一年多的時間，學習梵書、梵語，求得《觀世音受記經》梵文本一 部。其後西行，進入月氏國（今新疆伊犁以西巴基斯坦和阿富汗東部），禮拜佛陀肉髻骨及親見看到「自沸木舫」。再來到檀特山（約今印度沙薩達），於南石留寺，受三壇大戒。南往中天竺（即中印度），最後到達舍衛國。然後從南天竺搭乘商船，回到廣州。

## 譯經貢獻
- 《觀世音受記經》
- 《外國傳》五卷